# 雙槍 (亞利桑那州)
雙槍（英語：Two Guns）是位於美國亞利桑那州可可尼諾縣的一個非建制地區。該地的面積和人口皆未知。

## 地理
雙槍的座標為35°07′04″N 111°05′37″W / 35.11778°N 111.09361°W，而該地的平均海拔高度為1653米（即5423英尺）。